# الهجوم الصاروخي على شرقي الفرات 2018
في الواحد من أكتوبر 2018 تحت تسمية عملية ضربة محرم (بالفارسية: عمليات ضربت محرم) استهدفَ القوة الجوفضائية للحرس الثوري الإيراني من وصفهم بمُنظمي هجوم الأهواز ومواقعهم في شرق الفرات في سوريا. نفذت العملية الساعة الثانية بعد منتصف الليل بالتوقيت المحلي من محافظة كرمانشاه بصواريخ باليستية أرض-أرض من طراز ذو الفقار مداها 700 كم وقيام التي مداها 800 كم. وذلكَ ثأرًا لهجوم الأهواز. كما قامت سبع طائرات قتالية من دون طيار بقصف مواقع الجماعات في شرق سوريا بعد الضربة الصاروخية.

## خلفية
في 22 سبتمبر 2018، قام مسلحون بإطلاق النار على عرض عسكري في مدينة الأهواز جنوب غرب إيران بمناسبة ذكرى بداية الحرب العراقية الإيرانية. وبحسب وكالة أنباء فارس، «أطلق المهاجمون النار على المدنيين وحاولوا مهاجمة المسؤولين العسكريين في المنصة الرئيسية.»
زعمت وكالة أعماق للأنباء أن الدولة الإسلامية في العراق والشام هي المسؤولة ونشرت أشرطة فيديو لثلاثة رجال يناقشون الهجوم القادم. اثنين تحدثا بالعربية وتحدث واحد منهم بالفارسية. وذكرت وسائل الإعلام الرسمية الإيرانية أن «مسلحين تكفيريين» نفذوا الهجوم. في 27 سبتمبر، نشرت صحيفة النبأ التابعة لتنظيم داعش صوراً للمهاجمين الخمسة مع علم داعش في الخلفية، واصفة إياهم بالألغام. وعرض مزيدا من التفاصيل حول الهجمات ومرتكبيها وادعاءات بالمسؤولية.
أسفر الهجوم عن مقتل 25 شخصًا وإصابة 60 آخرين. وقد توعّد الحرس الثوري الإيراني، منفّذي الهجوم، بانتقام «مدمّر لا ينسى» في القريب العاجل.
كما قال قائد الثورة الإسلامية علي خامنئي خلال استقباله الرياضيين الإيرانيين، أن إيران «ستدفع الضالعين في هجوم أهواز عقوبة قاسية.»

## الهجوم
في الواحد من أكتوبر 2018 في الساعة الثانية بعد منتصف الليل بالتوقيت المحلي، استهدفت القوة الجوية الفضائية التابعة للحرس الثوري الإيراني مقرات تنظيم داعش في مدينة البوكمال بسوريا، ضمن عملية أطلق عليها اسم «ضربة محرم»، تهدف إلى الانتقام من منفذي هجوم الأهواز.
وأوضح بيان الحرس الثوري أنه خلال هذه العملیات تم إطلاق ستة صواريخ باليستية أرض أرض من طراز «ذو الفقار» التي مداها 700 كم و«قيام» بمدى 800 كم من قاعدة جوية في مدينة كرمانشاه غربي البلاد. وقد استهدف القصف مدرسة السوسة الابتدائية التي يستخدمها تنظيم داعش مقرا له، وموقعين آخرين ومستودع ذخيرة في منطقة هجين، التي تبعد تقريبا 35 كم عن منطقة البوكمال شرق الفرات. وحسب البيان أصابت هذه الصواريخ أهدافها بدقة بعد عبورها أجواء مدينة تكريت العراقية واجتياز مسافة 570 كيلومتراً. كما ان سبع طائرات مسيّرة قتالية قصفت المقرات بعد الضربة الصاروخية.

## خسائر
أشار الحرس الثوري في بيان له أن الهجوم «أسفر عن مقتل وجرح عدد كبير من عناصر وقياديي تلك المجموعات. بالإضافة إلى تدمير بناها التحتية ومخازنها للعتاد والسلاح». وبعد يوم من الهجوم نشر الحرس الثوري الإيراني صورا لمكان إصابة الصواريخ وقصف الطائرات المسيرة لمقار مسلحي داعش قبل وبعد العملية.
وأعلن قائد القوة الجوفضائية في الحرس الثوري العميد أمير علي حاجي زاده عن مقتل 40 من قيادات داعش في الهجوم. ووفق قناة العالم الإخبارية قُتل القيادي الأمني في التنظيم في منطقة الموصل المدعو أبو علي المشهداني ومجموعة كانت معه داخل مدرسة السوسة. كما أدى قصف الموقعين الآخرين إلى مقتل أكثر من عشرة عناصر من التنظيم.